# Boscia plantefolii
Boscia plantefolii är en kaprisväxtart som beskrevs av Hadj Moust. Boscia plantefolii ingår i släktet Boscia och familjen kaprisväxter. Inga underarter finns listade i Catalogue of Life.